# Carl Curtis
Carl Thomas Curtis, né le 15 mars 1905 et mort le 24 janvier 2000, est un homme politique républicain américain. Représentant du Nebraska entre 1939 et 1954, il est sénateur du même État entre 1955 et 1979.

## Sources
- (en) Cet article est partiellement ou en totalité issu de l’article de Wikipédia en anglais intitulé « Carl Curtis » (voir la liste des auteurs).